# 2023年泛美运动会霹雳舞比赛
2023年泛美运动会霹雳舞比赛是2023年泛美运动会的其中一个比赛项目，于2023年11月3日至4日在智利佩尼亞洛倫的Chimkowe体育馆进行。霹雳舞于2022年6月成为该届泛美运动会比赛项目之一，这是该项目首次成为泛美运动会正式项目。比赛设男子个人和女子个人两个小项。
此次比赛同时也是2024年巴黎奥运霹雳舞项目的美洲区资格赛。男子和女子个人小项排名最高的未获资格选手将获得奥运参赛资格。最终加拿大的菲利普·金和美国的Sunny Choi分别获得男子和女子金牌，并取得奥运资格。

## 赛程
以下是霹雳舞项目的赛程安排：
| 日期    | 时间  | 项目       |
| ------- | ----- | ---------- |
| 11月3日 | 17:20 | 女子循环赛 |
| 11月3日 | 19:10 | 男子循环赛 |
| 11月4日 | 17:00 | 女子       |
| 11月4日 | 17:30 | 男子       |
| 11月4日 | 18:00 | 女子半决赛 |
| 11月4日 | 18:25 | 男子半决赛 |
| 11月4日 | 18:50 | 女子奖牌赛 |
| 11月4日 | 19:00 | 男子奖牌赛 |

## 参赛代表团
共有12个代表团派出选手参加霹雳舞项目。
- 阿根廷（2）
- 巴西（4）
- 加拿大（4）
- 智利（4）
- 哥伦比亚（3）
- （1）
- 厄瓜多尔（2）
- 墨西哥（4）
- 秘鲁（2）
- 波多黎各（1）
- 美国（4）
- 委内瑞拉（1）

## 奖牌榜
*   主办国家/地区（智利）
| 排名                     | 国家 / 地区              | 金牌 | 銀牌 | 銅牌 | 总计 |
| ------------------------ | ------------------------ | ---- | ---- | ---- | ---- |
| 1                        | 美国                     | 1    | 1    | 1    | 3    |
| 2                        | 加拿大                   | 1    | 0    | 0    | 1    |
| 3                        | 哥伦比亚                 | 0    | 1    | 0    | 1    |
| 4                        | 智利*                    | 0    | 0    | 1    | 1    |
| 总计（共4个国家 / 地区） | 总计（共4个国家 / 地区） | 2    | 2    | 2    | 6    |

## 奖牌得主
| 项目 | 金牌                                    | 银牌                                  | 铜牌                                   |
| 男子 | 菲利普·金 · Phil Wizard · 加拿大（CAN） | Jeffrey Louis · Jeffro · 美国（USA）  | Matías Martínez · Matita · 智利（CHI） |
| 女子 | Sunny Choi · Sunny · 美国（USA）        | Luisa Tejada · Luma · 哥伦比亚（COL） | Vicki Chang · La Vix · 美国（USA）     |